# Anouk Barnier
Anouk Barnier (4 marzo 1971) è un'ex sciatrice alpina francese.

## Biografia
Specialista delle prove tecniche originaria di Les Carroz, la Barnier debuttò in campo internazionale in occasione dei Mondiali juniores di Aleyska 1989 e nella successiva rassegna iridata giovanile, Zinal 1990, vinse la medaglia d'argento nello slalom speciale. Ottenne il primo piazzamento in Coppa del Mondo il 12 gennaio 1991 a Kranjska Gora nella medesima specialità arrivando 6ª, e tale risultato sarebbe rimasto il migliore della Barnier nel massimo circuito; ai successivi Mondiali di Mondiali di Saalbach-Hinterglemm 1991 sempre in slalom speciale si classificò 13ª, suo unico piazzamento iridato. Si ritirò durante la stagione 1993-1994 e la sua ultima gara fu lo slalom gigante di Coppa del Mondo disputato il 5 gennaio a Morzine, chiuso dalla Barnier al 14º posto; non prese parte a rassegne olimpiche.

## Palmarès

### Mondiali juniores
- 1 medaglia:
  - 1 argento (slalom speciale a Zinal 1990)

### Coppa del Mondo
- Miglior piazzamento in classifica generale: 62ª nel 1991